# August Bokström
Carl August Bokström (i riksdagen kallad Bokström i Visby), född 16 januari 1841 i Visby stadsförsamling, Gotlands län, död 14 februari 1905 i Visby stadsförsamling, Gotlands län, var en svensk kronofogde och riksdagsman.
Bokström var kronofogde i Gotlands läns södra fögderi. Han var en långvarig ledamot av riksdagens andra kammare, 1879–1887 för Visby stads valkrets och 1888–1893 för Visby och Borgholms valkrets. Vid valet till riksdagen 1894–1896 omvaldes han nästan enhälligt men avsade sig sin riksdagsplats, vilken i stället gick till andranamnet Emil Poignant. 
Politiskt beskrevs Bokström av Aftonbladet 1894 som "ganska liberalt anlagd […] anhängare af rösträttens utsträckning och andra frisinnade reformer".